# Jerzy Kapias
Jerzy Kapias (ur. 26 listopada 1957 w Świętochłowicach) – polski piłkarz, grający na pozycji obrońcy.
W ciągu trwającej 8 sezonów (1982/83-1989/90) kariery zawodnika GKS Katowice wystąpił łącznie w 187 meczach, zdobywając 6 goli. W sezonie 1985/86 sięgnął z drużyną po Puchar Polski.
Jest ojcem Szymona Kapiasa, piłkarza Zagłębia Lubin.